# Корожечна
Короже́чна (Корожечня, Корожишна) — река на северо-западе европейской части России в Кесовогорском, Сонковском и Кашинском районах Тверской области и Угличском районе Ярославской области. Устье реки находится в 2830 км по левому берегу реки Волги от её устья (Волжский русловой участок Рыбинского водохранилища). Длина реки составляет 147 км, площадь водосборного бассейна — 1690 км², расход воды — 6 м³/с.
Корожечна начинается в Кесовогорском районе, в отрогах Бежецкого верха.
Ширина реки в верхнем и среднем течении составляет 5-20 м, русло извилистое, глубина — до 1,5 м. Скорость течения невысокая.
Ближе к устью из-за подпора Рыбинского водохранилища ширина реки увеличивается, на протяжении последних 4 километров река Корожечна судоходна.
Низовья Корожечны — популярное место для отдыха и рыбалки, по берегам расположены санатории и туристические базы.
Река впадает в Волгу ниже города Углич. Высота устья — 102 м над уровнем моря.
Сельские населённые пункты около реки: Кесовогорский район — Мяколово, Карпово, Пузырево; Сонковский район — Тетерино, Нестрашево, Александровка, Дронино, Зубарево, Горка, Деревеньки, Одинцово, Старое Бошарово, Ломтево, Ботари, Небарово, Дубровка, Радованье, Кузнецово, Быльцыно, Широкуша, Починок, Вепрь, Вешка, Поречье, Данилково, Лечищево, Красные, Василево, Перетерье, Марьино, Михали, Почеп, Кой, Колачево, Корино; Кесовогорский район — Лемехово, Усаты, Маурино, Федцово, Васильково, Плющево, Подосиновка, Чулково, Плосково, Большая Петровка; Кашинский район — Демино, Опухлово, Данильцево, Починки, Жидинки, Мартынки, Колесниково, Зеленцово, Алпатово, Васенево, Бережки; Угличский район — Подольцы, Плишки, Ильинское, Селезенцево, Чернятино, Шеино, Селеменево, Запасово, Парфеново, Оносово, Сумы, Масальское, Лукьяново, Чурилово, Яковлево, Коростелево, Дурасово, Турково, Большие Городищи, Поповское, Малые Городищи, Бурмасово, Спасское, Еросимово, Савинское, Лаптево, Красная Горка, Фоминское, Красное; Углич.
У Ботарей пересекает железную дорогу Сонково — Калязин.

## Данные водного реестра
По данным государственного водного реестра России, относится к Верхневолжскому бассейновому округу. Речной бассейн реки — (Верхняя) Волга до Куйбышевского водохранилища (без бассейна Оки), речной подбассейн реки — бассейны притоков (Верхней) Волги до Рыбинского водохранилища, водохозяйственный участок реки — Волга от Угличского гидроузла до начала Рыбинского водохранилища.
Код объекта в государственном водном реестре — 08010100912110000004406.

## Список рек бассейна Корожечны
Крупнейшие притоки: Окуловка (справа), Бздыриха (слева, 109,7 км от устья), Кромница (слева, 109,6 км), Малява (справа, 108 км), Шишинья (слева), Койка (слева), Гридинский (справа), Бакишин (слева), Кумолга (справа), Ёлда (слева), Секня (справа), Рам (справа, 48 км), Ардунь (справа), Кибожа (слева), Святица (справа), Катка (слева, 34 км), Рукша (справа), Курга (слева), Кека (справа).
Систематический перечень рек бассейна. Формирование перечня проходило по принципу: река — приток реки — приток притока и так далее. Порядок притоков отсчитывается от истока к устью. Легенда: → — левый приток, ← — правый приток.
- ← Окуловка[6]
- → Бздыриха[7]
- → Кромница[7]
  - → Воронья Нога[7]
- ← Малява[6][7]
  - → Ильма[7]
- → Шишинья[7]
- → Койка[8]
- ← Грудинский[8]
- → Бакишин[8]
- ← Кумолга[9]
  - ← Рассоха[9]
- → Ёлда[8][9]
  - ← Полсенка[8][9]
- ← Секня[9]
- ← Рам[9]
  - → Ониковка[9]
  - ← Жалоновка[9]
  - → Солодка[9]
  - ← Меска[9]
  - → Сырчук[9]
    - ← Росянка[9]
- ← Ардуль[9]
- → Кибожа[9]
- ← Святица[9]
- → Катка[9]
  - ← Маравка[8]
  - → Светица[10][8]
  - → Чернавка[10][8]
  - ← Нерга[8]
  - → Чернавка[10][8]
  - ← Пойга[8][9]
  - ← Топорка[10][8]
    - ← Чернавка[10][8][9]

  - ← Манка[4][9]
  - ← Роговка[9]
- ← Рутка[9]
- → Курга[4]
- ← Кека[4]